# مایک بلتران
مایک بلتران (زاده ۲۶ ژوئن ۱۹۸۴) یک سیاستمدار آمریکایی در ایالت فلوریدا است. او یکی از اعضای جمهوری‌خواه مجلس نمایندگان فلوریدا است که به نمایندگی از ناحیه ۷۰ ایالت که بخشی از شهرستان هیلزبورو را شامل می‌شود. بلتران، وکیل دادگستری، فارغ‌التحصیل دانشگاه پنسیلوانیا و دانشکده حقوق هاروارد است. بلتران در سال ۲۰۱۰ به فلوریدا نقل مکان کرد